# Ted Honderich

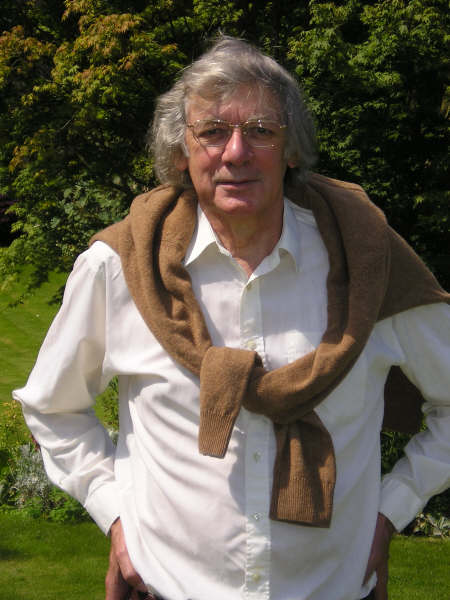
Ted Honderich (2007)

Ted Honderich (* 30. Januar 1933 als Edgar Dawn Ross Honderich in Baden, Kanada; † 12. Oktober 2024) war ein kanadisch-britischer Philosoph. Er war Grote Professor of the Philosophy of Mind and Logic am University College London und verfasste zahlreiche Bücher, die sich unter anderem mit den Themen Determinismus, Problematik der Willensfreiheit, sowie dem Geist-Gehirn-Problem befassen.

## Biographie
Ted Honderich war der jüngere Bruder des kanadischen Zeitungsverlegers Beland Honderich. Er studierte Philosophie und englische Literatur an der University of Toronto (B.A. hons. 1959) und ab 1959 am University College London. Er lebte seitdem in England und nahm die britische Staatsbürgerschaft an. 1962 wurde er Lektor für Philosophie an der University of Sussex. 1964 kehrte er als Lektor ans University College London zurück (Ph.D. 1968), wo er bis zu seiner Emeritierung 1998 blieb. Er wurde 1972 Dozent, 1983 Professor und war von 1988 bis 1998 Grote Professor. Daneben bekleidete er Gastprofessuren an der Yale University (1970), der City University of New York (1971), der University of Lethbridge und an der University of Bath (2003). Er war von 1995 bis 2005 stellvertretender Vorsitzender des Royal Institute of Philosophy, und von 2005 bis 2009 dessen Vorsitzender. Honderich war in vierter Ehe mit Ingrid Coggin Honderich verheiratet und hatte zwei Kinder aus zweiter Ehe.
Ted Honderich starb im Oktober 2024 im Alter von 91 Jahren.

## Kontroverse um das BuchNach dem Terror
Der Suhrkamp-Verlag nahm im Jahre 2003 Honderichs Buch Nach dem Terror. Ein Traktat wegen der Haltung des Autors zum palästinensischen Terrorismus aus dem Programm. Micha Brumlik, Leiter des Frankfurter Fritz-Bauer-Instituts, hatte Honderichs Traktat zuvor wegen des angeblich darin enthaltenen „antisemitischen Antizionismus“ kritisiert. Honderich schreibt u. a., dass „die Palästinenser mit ihrem Terrorismus gegen die Israelis ein moralisches Recht ausgeübt haben“. In einem offenen Brief verteidigte Norman Paech Honderich und kritisierte Brumlik, dass dieser den Tenor des Buches missinterpretiert und verkürzt wiedergegeben habe. Gegenstand seien die Phänomene des Terrorismus und nicht das jüdische Volk als solches.
2004 erschien das Buch in einer Neuübersetzung im Melzer Verlag.

## Werke

### Monographien
- Das Elend des Konservativismus: eine Kritik. übers. von Anne Vonderstein. Rotbuch, Hamburg 1994, ISBN 3-88022-807-8.
- Wie frei sind wir? Das Determinismus-Problem. übers. von Joachim Schulte. Reclam, Stuttgart 1995, ISBN 3-15-009356-2.
- After the Terror. ISBN 0-7486-1667-5.
  - Nach dem Terror: ein Traktat. übers. von Eva Gilmer. Suhrkamp, Frankfurt am Main 2003, ISBN 3-518-12437-4.
  - Nach dem Terror: ein Traktat. übers. von Thomas Fehige und Beatrice Kobow. Melzer, Neu-Isenburg 2004, ISBN 3-937389-30-X. (2010, ISBN 978-3-942472-00-5)
- Terrorismus für Humanität. Kai Homilius Verlag, 2005, ISBN 3-89706-650-5.
- Humanität und Terrorismus: Palästina, 9/11, Irak, 7/7. Melzer Verlag, Neu-Isenburg 2010, ISBN 978-3-9813189-6-8.

### Herausgeberschaft
- The Oxford Companion to Philosophy. Oxford University Press Oxford, New York 1995, ISBN 0-19-866132-0.